# Matheass
MatheAss ist ein Computerprogramm zur numerischen Lösung vieler Probleme der Schulmathematik. Es findet in Deutschland weite Verwendung im Gymnasialunterricht Mathematik; für Schulen im Bundesland Hessen besteht eine Landeslizenz, die allen Sekundar-Schulen den Einsatz von MatheAss erlaubt.
Sein Funktionsumfang ist im Vergleich zu professionellen Numerikprogrammen eingeschränkt, zum Beispiel verfügt MatheAss über keine Skriptsprache und über keine Möglichkeit zum symbolischen Rechnen. Im Gegenzug ist es einfach zu bedienen und bietet dem Anwender vollständig ausgearbeitete Lösungsverfahren, bei denen nur noch die erforderlichen Größen eingegeben werden müssen.
Nach einem Vorläufer für die um 1980 üblichen Heimcomputer erschien MatheAss 1983 als Shareware-Version für den PC, damit war es eines der ersten Shareware-Programme auf dem deutschen Markt. Das Programm ist (Stand Januar 2024) auf der Website des Herstellers zum Download für verschiedene Varianten des Windows-Betriebssystems erhältlich.
Ab Version 10.0 (August 2024) ist MatheAss Freeware.
Matheass ist „ein Hilfsmittel zur Überprüfung von Berechnungen in den Bereichen Algebra, Geometrie, Analysis, Stochastik und Lineare Algebra. Es eignet sich für Schüler und Studierende.“

## Rezeption
Laut einem Artikel in der c’t-Ausgabe 14/2001 versteht sich MatheAss als „Assistent geplagter Schüler im oft ungeliebten Fach Mathematik“ und bietet zu allen im Programm behandelten Themen „erläuternde Texte“ und eine Hilfefunktion bei Aufgaben. Laut Softwaretest auf Freenet.de handelt es sich bei MatheAss um ein „sehr gutes Programm, mit dem sich eine Vielzahl mathematischer Aufgaben lösen lassen.“